# Лёгкие крейсера типа «Де Зевен Провинсен»
Лёгкие крейсера типа «Де Зевен Провинсен» — тип лёгких крейсеров нидерландского флота послевоенного периода. Всего построено 2 единицы: «Де Зевен Провинсен» (De Zeven Provincien), «Де Рёйтер» (De Ruyter). Заложены перед началом Второй мировой войны, достроены в послевоенные годы по существенно изменённому проекту.

## Конструкция

### Вооружение

#### Универсальный главный калибр
Главным калибром крейсеров являются универсальные 152-миллиметровые 53-калиберные орудия 15.2 cm/53 (6") Model 1942 шведского производства, с автоматическим перезаряжанием. Разработанные фирмой «Бофорс», эти орудия имеют высокую скорострельность и могут использоваться для стрельбы как по надводным, так и по воздушным целям.
Орудия этого типа стреляют 45-килограммовым снарядом с начальной скоростью более 900 метров в секунду. Высокая скорость заряжания — от 10 до 15 выстрелов в минуту — обеспечивается механизированной подачей снарядов, обеспечивающей перезарядку при любом угле возвышения. Необычной деталью этих орудий — отличающей их от американских и британских аналогов — является то, что заряды и снаряды хранятся и подаются раздельно, но перед заряжанием снаряд вжимается в гильзу гидравлическим прибойником и подаётся уже как унитарный. Подобное решение требует очень высокой точности обработки, но позволяет упростить процесс заряжания.
На крейсерах типа «Де Зевен Провинсен» установлены четыре спаренные орудийные установки главного калибра, по две в носу и в корме. Максимальная дальность (достигаемая при угле возвышения в 45 градусов) составляет 26000 метров. Потолок орудий по воздушным целям достигает (при угле возвышения 60 градусов) 15250 метров.

#### Зенитное вооружение
Зенитное вооружение крейсеров состояло из четырёх спаренных 57-миллиметровых 60-калиберных установок «Бофорс», шведского производства. Эти орудия имели очень высокую скорострельность, обеспечивая темп стрельбы до 120 выстрелов в минуту на установку. Досягаемость по высоте составляла 5500 метров; установки эффективно дополняли тяжёлые универсальные орудия, обеспечивая защиту от целей вблизи корабля.
На борту крейсера установки «Бофорс» располагались ромбом. Одна была установлена в передней части носовой надстройки, стреляя поверх носовых башен главного калибра. Две располагались побортно в центре корпуса, между мачтами-трубами. Ещё одна установка была расположена на кормовой надстройке, стреляя поверх кормовых башен главного калибра. Таким образом, можно было навести три спаренные автопушки в любую точку горизонта.
Дополнительно, на крейсерах были установлены восемь автоматических орудий «Бофорс» калибром 40 миллиметров и длиной ствола в 70 калибров. Эти орудия имели вспомогательное значение; по четыре орудия было установлено с каждого борта вдоль надстройки.

## Служба
«Де Зевен Провинсен» — заложен 19 мая 1939 г., спущен 22 августа 1950 г., вошёл в строй 17 января 1953 г. Приобретён Перу, вступил в состав их ВМС под названием «Агирре».
«Де Рёйтер» — заложен 5 сентября 1939 г., спущен 24 декабря 1944 г., вошёл в строй 18 ноября 1953 г. В 1973 г. был приобретён Перу, и вступил в состав их ВМС под названием «Альмиранте Грау». На момент вывода его из состава флота в сентябре 2017, он был последним в мире артиллерийским крейсером, остававшимся на службе.

## Модернизации

### В перуанском флоте

#### «Альмиранте Грау»
В ходе масштабной модернизации, проведённой в Нидерландах в 1985—1988 году, «Альмиранте Грау» был в значительной степени перевооружён и оснащён современным оборудованием и вооружением:
- Установлена БИУС SEWACO Foresee PE, производства «Signaal»
- Установлен радар обнаружения надводных целей DA-08, производства «Signaal»
- Установлен радар обнаружения воздушных целей LW-08, производства «Signaal»
- Установлен навигационный радар Decca 1226
- Смонтированы радары управления огнём STIR-24 (для орудий главного калибра) и WM-25 (для зенитной артиллерии)
- Установлены оптические директоры LIROD-8 для орудий главного калибра
- Установлена система радиоэлектронной разведки «Rapids», производства «Signaal»
- Установлена система радиоэлектронной борьбы CME «Scimitar»
- Смонтированы две пусковые установки дипольных отражателей Dagaie
- Демонтированы все четыре 57-мм «Бофорса»
- Демонтирован килевой сонар CWE-610

В ходе последующих работ, проводимых в Кальяо, крейсер получил дополнительное вооружение:
- Восемь пусковых установок противокорабельных ракет Otomat — расположенные по четыре с каждого борта у кормовой мачты-трубы
- Две спаренные зенитные установки DARDO, вооружённые 40-мм/70 автопушками «Бофорс» — по бокам передней надстройки.

За счёт этих модернизаций боевое значение крейсера существенно возросло; на определённое время «Альмиранте Грау» стал сильнейшим надводным боевым кораблём в Южной Америке и до последнего времени являлся значимой частью перуанского флота.